# Szachtarsk
Szachtarsk (ukr. Шахтарськ, Szachtarśk) – miasto na Ukrainie (obwód doniecki), w Donieckim Zagłębiu Węglowym.
Stacja kolejowa Kolej Doniecka.

## Historia
Osada typu miejskiego od 1938.
W maju 1946 r. zaczęto drukować gazetę.
Prawa miejskie posiada od 1953.
W 1964 r. otwarto tu szkołę handlową.
Podczas okresu radzieckiego podstawą gospodarki było wydobycie węgla kamiennego oraz produkcja odzieży.
W lipcu 1995 r. Rząd Ukrainy zezwolił na sprzedaż piekarni miejskiej.
Od czasów radzieckich do 1997 r. istniały tutaj cztery wyższe uczelnie (№ 70, № 71, № 97 i № 98) oraz szkoła handlu. W maju 1997 r. wyższe uczelnie № 71 zostało zlikwidowano.
W 2000 roku fabryka odzieży zbankrutowała.
Od kwietnia 2014 roku znajduje się pod kontrolą Donieckiej Republiki Ludowej.

## Demografia
- 1985 – 72 000[5]
- 1989 – 73 854[10]
- 2013 – 51 007[11]
- 2014 – 50 468[1]